# جیک شرایر
جیکوب استیسی شرایر (انگلیسی: Jacob Stacey Schreier؛ زادهٔ ۱۹۸۱/۱۹۸۲ (۴۲–۴۳ سال)) کارگردان فیلم اهل ایالات متحده آمریکا است. او یکی بنیانگذاران Waverly Films یک مجموعه فیلمسازی مستقر در بروکلین بود و در سال ۲۰۰۶ به Park Pictures پیوست و اولین فیلم بلند خود ربات و فرانک را در سال ۲۰۱۲ ساخت. در سال ۲۰۱۵، او فیلم شهرهای کاغذی را که اقتباسی از رمانی به همین نام نوشته جان گرین بود را منتشر کرد. وی فیلم ابرقهرمانی تاندربولتز* محصول ۲۰۲۵ استودیو مارول را نیز کارگردانی کرده است.

## زندگینامه
جیک شرایر در برکلی، کالیفرنیا متولد شد و در مدرسه هنر تیش تحصیل کرد. پس از فارغ‌التحصیلی، کار خود را با کارگردانی موزیک ویدیو یک گروه موسیقی آغاز کرد. وی همچنین کارگردانی تبلیغات محصولاتی مانند ابسلوت ودکا و ورایزن کامیونیکیشنز را بر عهده داشت. او به همراه دوستان دوران دانشگاهش، شرکت فیلمسازی ویورلی فیلمز را تأسیس کرد و به همکاری در ساخت پروژه‌های سینمایی برای تلویزیون و وب ادامه داد.

## حرفه
در سال ۲۰۰۶، شرایر با پارک پیکچرز، یک شرکت تولید فیلم و تبلیغات، قرارداد امضا کرد و در تعدادی از کارزارهای تبلیغاتی و آگهی‌های بازرگانی فعالیت داشت؛ او به خاطر کارش مورد توجه قرار گرفت و در فهرست بهترین کارگردانان جدید در مجله خلاقیت و سایر مجلات صنعت تبلیغات ظاهر شد. در سال ۲۰۱۲، او اولین فیلم بلند خود، به نام ربات و فرانک را بر اساس فیلمنامه‌ای از کریستوفر فورد ساخت. این فیلم در جشنواره فیلم ساندنس جایزه آلفرد پی. اسلون را برای بهترین فیلم بلند که بر پایه علم و فناوری ساخته شده بود به دست آورد. فیلم ربات و فرانک برای اولین تجربه کارگردانی شرایر، تحسین منتقدان را به همراه داشت. کنت توران (منتقد فیلم) آن را به عنوان یک اثر درجه یک شسته‌رفته نامید. و رولینگ استون به آن، سه ستاره از چهار ستاره داد. در سال ۲۰۱۵، او فیلم شهرهای کاغذی را که اقتباسی از رمانی به همین نام نوشته جان گرین بود را منتشر کرد.

## فیلم‌شناسی
سینمایی
- ربات و فرانک (۲۰۱۲)
- شهرهای کاغذی (۲۰۱۵)
- تاندربولتز* (۲۰۲۵)

تلویزیون
| سال       | عنوان                    | یادداشت‌ها                                                       |
| --------- | ------------------------ | --------------------------------------------------------------- |
| ۲۰۱۳      | خانه آلفا                | قسمت «ببرها»                                                    |
| ۲۰۱۶      | بی‌شرم                    | قسمت NSFW                                                       |
| ۲۰۱۷–۲۰۱۸ | من اینجا دارم میمیرم     | قسمت‌های «بازگشت» و «تشک‌ها»                                      |
| ۲۰۱۸–۲۰۱۹ | لژ ۴۹                    | ۶ قسمت                                                          |
| ۲۰۱۸–۲۰۲۰ | شوخی کردن                | ۶ قسمت                                                          |
| ۲۰۲۱      | دیو                      | قسمت «غول بین‌المللی»                                            |
| ۲۰۲۱      | طعم کاملا جدید گیلاس     | قسمت‌های «حمام شیر» و «تخم‌مرغ»                                   |
| ۲۰۲۱      | فرضیه                    | قسمت «باتل پلاگ»                                                |
| ۲۰۲۲      | زن هرزه                  | قسمت «فصل جدید و هیجان‌انگیزی در تاریخ اروتیسم»                  |
| ۲۰۲۳      | مشاجره                   | ۶ قسمت؛ همچنین تهیه‌کننده اجرایی                                 |
| ۲۰۲۴      | جنگ ستارگان: خدمه حداقلی | قسمت «چیزهای زیادی هست که باید در مورد دزدان دریایی یاد بگیرید» |